# Jövedékkel visszaélés elősegítése
A jövedékkel visszaélés elősegítése egy bűncselekmény (vétség), amelyet a 2001. évi módosítása iktatott be a korábban hatályos Büntető Törvénykönyvbe (1978. évi IV. törvény).

## Fogalma
Aki jövedéki termék előállítására alkalmas, a jövedéki adóról és a jövedéki termékek forgalmazásának különös szabályairól szóló törvényben, valamint a felhatalmazásán alapuló jogszabályban meghatározott berendezést, készüléket, eszközt, alapanyagot engedély nélkül, vagy a jogszabály megszegésével előállít, megszerez, tart, forgalomba hoz, illetve a forgalomba hozatalhoz szükséges zárjegyet vagy adójegyet engedély nélkül, vagy a jogszabály megszegésével előállít, megszerez, tart, vétséget követ el, és 2 évig terjedő szabadságvesztéssel, közérdekű munkával vagy pénzbüntetéssel büntetendő.
A büntetés bűntett miatt 3 évig terjedő szabadságvesztés, ha a cselekményt
- a) üzletszerűen,
- b) jelentős mennyiségű alapanyagra, zárjegyre, vagy
- c) jelentős, illetve azt meghaladó értékű adójegyre

követik el.

## Története
A jövedékkel visszaélés elősegítése tényállását a 2001. évi LIX. törvény iktatta be az 1978. évi IV. törvénnyel megállapított  magyar Büntető Törvénykönyvbe 2001. július 20-ától, a jövedéki orgazdasággal és a visszaélés jövedékkel tényállásával együtt (E három bűncselekményt együttesen jövedéki bűncselekményeknek nevezték. 
Több más bűncselekménnyel együtt összevonta a 2011. évi LXXX. törvény, és megalkotta a költségvetési csalás különös részi tényállását. A hatályos Büntető Törvénykönyvben (2012. évi C. törvény) is így szerepel.